# Santa Lúcia do Gonfalone (diaconia)
Santa Lúcia do Gonfalone (em latim, S. Luciae de Gonfalone) é uma diaconia instituída em 21 de outubro de 2003 pelo Papa João Paulo II. Sua igreja titular é Santa Lucia del Gonfalone.

## Titulares protetores
- Francesco Marchisano (2003 - 2014); título pro hac vice (2014)
- Aquilino Bocos Merino (2018-)